# ۸۸رایزینگ
۸۸رایزینگ (انگلیسی: 88rising) شرکت رسانه‌ای آمریکایی است، که در سال ۲۰۱۵ تأسیس شد.